# Delitto in bianco
Delitto in bianco (Green for Danger) è un romanzo dell'autrice Christianna Brand composto da 13 capitoli. Da questo romanzo, nel 1947, il regista Sidney Gilliat ha tratto il film omonimo.

## Trama
Durante la seconda guerra mondiale l'Inghilterra viene bombardata dall'aeronautica tedesca e sono molti i civili inglesi che si arruolano volontariamente per dare il loro contributo attivo alla causa della patria. Molti dei protagonisti di questa storia lavorano nel piccolo ospedale militare di Heron's Park. Tra i vari personaggi di questa storia nascono delle storie d'amore incrociate tra loro e questo genera alcune tensioni provocate dall'invidia e dalla rivalità.
Un giorno, dopo un bombardamento, arriva all'ospedale di Heron's Park, Joseph Higgins. Joseph è il postino del paese ed è stato ricoverato perché si è rotto un femore. Per questo motivo deve essere operato immediatamente. Dopo essere entrato in sala operatoria mostra i primi segni di paura per questa operazione, ma l'infermiera Ester Sanson lo tranquillizza dicendogli che è una piccola operazione senza alcun rischio. Subito dopo gli posano la maschera sul viso, con lo scopo di addormentarlo. Il gas esce dalle varie bombole ed è ben visibile grazie all'acqua presente nel gorgogliatore, ma qualche cosa, però, va storto, perché il viso del postino cambia colore. I dottori sospettano che il paziente abbia avuto un collasso e cercano di rianimarlo, ma oramai è tardi. Joseph Higgins non si sveglierà più. Il vecchio postino è morto, è morto per cause naturali, per quanto tutti possono immaginare. Dopo questa tragedia la sala operatoria viene chiusa e tutte le attrezzature vengono pulite e riposte.
Dopo due giorni l'ispettore Cockrill arriva all'ospedale, ma non perché ci siano dei sospetti su un possibile reato, ma solo perché era di passaggio ed aveva saputo della tragedia capitata a Higgins. Durante la visita all'ospedale dell'ispettore Cockrill, il sergente McCoy gli si avvicina, lo saluta e fa una dichiarazione che insospettisce l'ispettore. Il sergente McCoy dichiara che la sera precedente la morte di Higgins una persona in camice ha preso le chiavi della sala operatoria. Non ci sarebbe niente di sensazionale in questa dichiarazione se non fosse che nessuno ammette di aver preso quelle chiavi la sera precedente.
L'ispettore Cockrill incomincia ad indagare e, ammettendo che il sergente McCoy abbia visto correttamente, sono solo sette le persone che potevano averlo ucciso. Queste sette persone sono: il capitano Barnes, il maggiore Moon, il maggiore Gervase Eden e le infermiere Frederica Linley, Ester Sanson, Jane Woods e Marion Bates. Queste sono le sole persone venute in contatto con Joseph Higgins e che perciò sono le sole che potevano organizzare questo eventuale omicidio.
L'ispettore chiede di esaminare anche la sala operatoria, ma dalla sua ispezione non ottiene nessun indizio utile sul possibile omicidio di Higgins. Niente lascia credere che il postino Higgins sia morto per cause diverse da quella naturali. Quella sera stessa, durante una festicciola tra i dottori e le infermiere, l'infermiera Marion fa una domanda abbastanza strana al dottor Barnes. Gli chiede se è vero che, anche in passato, durante un'anestesia, avesse ucciso una ragazza. Il dottor Barnes gli risponde che lui è stato assolto da quel reato, e gli domanda come ha saputo di questa notizia. L'infermiera gli dice che è stato Joseph Higgins a riconoscerlo e a dirlo a tutti nel poco tempo che è stato ricoverato.
Durante quella festa anche altri fatti vengono svelati, forse per colpa dell'alcol. Il dottor Moon confessa a Frederica che lui ha perso suo figlio per colpa di un ciclista e per questo reato il colpevole è tuttora rimasto impunto. Ma la più importante rivelazione la fa l'infermiera Marion Bates. Lei dice di sapere che la morte di Higgins non è stata una morte accidentale, ma è stato un omicidio premeditato e dice di averne anche le prove. Subito dopo, l'infermiera lascia la festa e si dirige verso la sala operatoria per prendere la "prova" dell'omicidio del postino.
Durante il tragitto, tra la festa e la sala operatoria, l'infermiera transita per un boschetto, ma commette un errore. Marion si sente osservata ed inseguita, ha veramente paura, c'è qualcuno che la segue e la sorveglia. Raggiunge, comunque, la sala operatoria, prende le chiavi ed entra. Venti minuti dopo McCoy entra nella sala operatoria e scorge Marion Bates sul tavolo operatorio con un bisturi conficcato nel petto. Ora è ovvio che a Heron's Park c'è un feroce assassino e anche Joseph Higgins è stato ucciso. Per cui ora l'ispettore Cockrill deve indagare per scoprire il colpevole.
Il romanzo continua con il tentato omicidio di Frederica Linley e con un altro tentativo di omicidio ai danni di un paziente. Grazie alla pazienza e all'astuzia dell'ispettore Cockrill questi efferati delitti vengono svelati e il colpevole viene smascherato.